# Liste der Monuments historiques in Champignol-lez-Mondeville
Die Liste der Monuments historiques in Champignol-lez-Mondeville führt die Monuments historiques in der französischen Gemeinde Champignol-lez-Mondeville auf.

## Liste der Immobilien
| Bezeichnung                          | Beschreibung                                                                                                | Standort                     | Kennzeichnung | Schutzstatus | Datum | Bild           |
| ------------------------------------ | --- | ---------------------------- | ------------- | ------------ | ----- | -------------- |
| Kapelle Notre-Dame-de-l’Annonciation | aus dem 12. oder 13. Jahrhundert                                                                            | östlich des Ortes (Lage)     | PA00078071    | Inscrit      | 1927  | weitere Bilder |
| Grangie Sermoise                     | ehemalige Grangie des Klosters Clairvaux, um 1230 gegründet; Wohngebäude, Schafstall und Quellhaus erhalten | südwestlich des Ortes (Lage) | PA10000015    | Inscrit      | 2001  |                |
| Herrenhaus                           | Sitz eines Ministerialen des Klosters Clairvaux; erhalten: Turm, 13. Jahrhundert                            | 3 place de la Mairie (Lage)  | PA10000026    | Inscrit      | 2010  |                |

## Liste der Objekte
| Bezeichnung                                                       | Beschreibung | Standort                                           | Kennzeichnung | Schutzstatus | Datum | Bild |
| ----------------------------------------------------------------- | --- | -------------------------------------------------- | ------------- | ------------ | ----- | ---- |
| Gemälde Beschneidung des Herrn                                    | Ölfarbe auf Leinwand, 17. Jahrhundert                                                                                             | in der Kirche St-Laurent (Lage)                    | PM10000406    | Classé       | 1913  |      |
| Zwei Prozessionsstäbe: Heilige Anna und heilige Germana Cousin    | Holz, farbig gefasst, 18. Jahrhundert                                                                                             | in der Kirche St-Laurent (Lage)                    | PM10000412    | Classé       | 1977  |      |
| Lese- oder Kantorenpult                                           | Holz, 16. Jahrhunderts; aus der Kapelles Notre-Dame-de-l’Annonciation; heute als Unterbau des Hauptaltars genutzt                 | in der Kirche St-Laurent (Lage)                    | PM10000416    | Classé       | 1977  |      |
| Nikolausaltar                                                     | rechter Seitenaltar; Altartisch und Retabel; Holz, farbig gefasst und vergoldet, 18. Jahrhundert; zugehörig PM10003079            | in der Kirche St-Laurent (Lage)                    | PM10000411    | Classé       | 1977  |      |
| Gemälde Heiliger Nikolaus                                         | Ölfarbe auf Leinwand, 18. Jahrhundert                                                                                             | in der Kirche St-Laurent (Lage)                    | PM10003079    | Classé       | 1977  |      |
| Zwei Skulpturen: Maria und Johannes Evangelist                    | aus einer Kreuzigungsgruppe; Holz, farbig gefasst, 16. Jahrhundert; in der Kirche St-Laurent deponiert                            | in der Kapelle Notre-Dame-de-l’Annonciation (Lage) | PM10004579    | Inscrit      | 1976  |      |
| Skulptur Heiliger Vinzenz                                         | Holz, farbig gefasst, 16. Jahrhundert; 1996 gestohlen                                                                             | in der Kapelle Notre-Dame-de-l’Annonciation (Lage) | PM10004581    | Inscrit      | 1976  |      |
| Zwei Leuchter                                                     | Zinn, 17. Jahrhundert; in der Kirche St-Laurent deponiert                                                                         | in der Kapelle Notre-Dame-de-l’Annonciation (Lage) | PM10004584    | Inscrit      | 1976  |      |
| Skulptur Heilige Germana Cousin                                   | Holz, 16. Jahrhundert; 1996 gestohlen                                                                                             | in der Kapelle Notre-Dame-de-l’Annonciation (Lage) | PM10004582    | Inscrit      | 1976  |      |
| Türflügel                                                         | Holz, Schmiedeeisen, bezeichnet 1680                                                                                              | in der Kapelle Notre-Dame-de-l’Annonciation (Lage) | PM10004585    | Inscrit      | 1976  |      |
| Missionskreuz                                                     | Holz, farbig gefasst, bezeichnet 1758                                                                                             | außen an der Kirche St-Laurent (Lage)              | PM10004650    | Inscrit      | 1976  |      |
| Gemälde Mariä Verkündigung (1)                                    | Ölfarbe auf Holz, 17. Jahrhundert                                                                                                 | in der Kirche St-Laurent (Lage)                    | PM10004653    | Inscrit      | 1977  |      |
| Skulptur Madonna mit Kind                                         | Holz, farbig gefasst und vergoldet; in der Kirche St-Laurent deponiert                                                            | in der Kapelle Notre-Dame-de-l’Annonciation (Lage) | PM10000404    | Classé       | 1913  |      |
| Marienaltar                                                       | linker Seitenaltar; Altartisch, Tabernakel und Retabel; Holz, farbig gefasst und vergoldet, 18. Jahrhundert; zugehörig PM10000410 | in der Kirche St-Laurent (Lage)                    | PM10003078    | Classé       | 1977  |      |
| Gemälde Einsetzung des Rosenkranzes                               | Ölfarbe auf Leinwand, 18. Jahrhundert                                                                                             | in der Kirche St-Laurent (Lage)                    | PM10000410    | Classé       | 1977  |      |
| Prozessionsstab Heiliger Nikolaus                                 | Holz, farbig gefasst und vergoldet, 18. Jahrhundert                                                                               | in der Kirche St-Laurent (Lage)                    | PM10000413    | Classé       | 1977  |      |
| Gemälde Jesus und die Samariterin                                 | Ölfarbe auf Leinwand, 17. Jahrhundert; nach Francesco Albani                                                                      | in der Kirche St-Laurent (Lage)                    | PM10004648    | Inscrit      | 1976  |      |
| Hauptaltar                                                        | Retabel; Holz, farbig gefasst und vergoldet, 18. Jahrhundert; aus dem Kloster Clairvaux; zugehörig PM10000409                     | in der Kirche St-Laurent (Lage)                    | PM10003077    | Classé       | 1977  |      |
| Gemälde Lactatio des heiligen Bernhard                            | Ölfarbe auf Leinwand, 18. Jahrhundert; aus dem Kloster Clairvaux                                                                  | in der Kirche St-Laurent (Lage)                    | PM10000409    | Classé       | 1977  |      |
| Gemälde Mariä Verkündigung (2)                                    | Ölfarbe auf Leinwand, 18. Jahrhundert; in der Kirche St-Laurent deponiert                                                         | in der Kapelle Notre-Dame-de-l’Annonciation (Lage) | PM10004578    | Inscrit      | 1976  |      |
| Skulptur Johannes der Täufer                                      | Holz, farbig gefasst, 16. Jahrhundert; 1996 gestohlen                                                                             | in der Kapelle Notre-Dame-de-l’Annonciation (Lage) | PM10004580    | Inscrit      | 1976  |      |
| Skulptur einer Heiligen                                           | Holz, nicht datiert; 1996 gestohlen                                                                                               | in der Kapelle Notre-Dame-de-l’Annonciation (Lage) | PM10004583    | Inscrit      | 1976  |      |
| Skulptur Heiliger Laurentius                                      | Holz, farbig gefasst und vergoldet, 16. Jahrhundert                                                                               | in der Kirche St-Laurent (Lage)                    | PM10000405    | Classé       | 1913  |      |
| Adlerpult                                                         | Holz, farbig gefasst und vergoldet, 18. und 19. Jahrhundert; aus dem Kloster Clairvaux; der Adleraufsatz 2020 gestohlen           | in der Kirche St-Laurent (Lage)                    | PM10000407    | Classé       | 1913  |      |
| Kommuniontisch und Triumphbogen                                   | Schmiedeeisen, vergoldet, 18. Jahrhundert                                                                                         | in der Kirche St-Laurent (Lage)                    | PM10000408    | Classé       | 1913  |      |
| Zwei Prozessionsstäbe: Heiliger Laurentius und heiliges Sakrament | Holz, farbig gefasst und vergoldet, 18. Jahrhundert; der Laurentiusstab gestohlen                                                 | in der Kirche St-Laurent (Lage)                    | PM10000414    | Classé       | 1977  |      |
| Skulptur Madonna mit Kind                                         | Holz, farbig gefasst, 16. Jahrhundert; aus der Kapelle Notre-Dame-de-l’Annonciation                                               | in der Kirche St-Laurent (Lage)                    | PM10000415    | Classé       | 1977  |      |
| Zelebrantenstuhl und zwei Hocker                                  | Holz, bemalt und vergoldet, Stoff, 19. Jahrhundert                                                                                | in der Kirche St-Laurent (Lage)                    | PM10004649    | Inscrit      | 1976  |      |